# Гарсиа Канклини, Нестор
Не́стор Гарси́а Канкли́ни (исп. Néstor García Canclini , 1 декабря 1939, Ла-Плата) — аргентинский и мексиканский антрополог, социолог культуры, искусства и литературы.

## Биография
Закончил Национальный университет Ла Платы по специальности философия и литература, защитил в нём докторскую диссертацию (1975). По стипендии учился в Париже (1969—1970). С 1990 года живёт и работает в Мехико. Преподавал в университетах Буэнос-Айреса, Сан-Паулу, Барселоны, Остина, Стэнфорда, Неаполя и других.

## Научные интересы
Автор трудов по социологии народной культуры в условиях глобализации, работ по социологии постмодерной культуры, литературы и массовых коммуникаций. Разработал концепцию гибридных культур.

## Труды
- Arte popular y sociedad en América Latina, Grijalbo, México, 1977
- La producción simbólica. Teoría y método en sociología del arte, Siglo XXI, México, 1979
- Las culturas populares en el capitalismo, Nueva Imagen, México, 1982 (англ. пер. 1993)
- ¿De qué estamos hablando cuando hablamos de lo popular?, CLAEH, Montevideo, 1986
- Culturas híbridas. Estrategias para entrar y salir de la modernidad, Grijalbo, México, 1990 (переизд. 2009; англ. пер. 1995, переизд. 2005)
- Cultura y Comunicación: entre lo global y lo local, Ediciones de Periodismo y Comunicación, La Plata, 1997
- Las industrias culturales en la integración latinoaméricana (con Carlos Moneta), Eudeba, Buenos Aires, 1999
- La globalización imaginada, Paidós, Barcelona, 1999
- Imaginarios Urbanos, 2ª ed., Eudeba, Buenos Aires, 1999
- Consumidores e cidadaos. Conflitos multiculturais da globalizacao, Ed. UFRJ, 4. ed., Rio de Janeiro, 1999 (англ. пер. 2001)
- Latinoamericanos buscando lugar en este siglo, Paidós, Buenos Aires, 2002 (франц. пер. 2006)
- La antropología urbana en México. México: Universidad Autónoma Metropolitana, 2005
- La producción simbólica: teoría y método en sociología del arte. México: Siglo Veintiuno Editores, 2006
- Las industrias culturales y el desarrollo de México. Mexico: Siglo Veintiuno Editores, 2006
- Lectores, espectadores e internautas. Barcelona: Gedisa, 2007
- El poder de la diversidad cultural. Madrid: Pensamiento Iberoamericano, 2009
- La sociedad sin relato. Antropología y estética de la inminencia. Buenos Aires; Madrid: Katz editores, 2010

## Публикации на русском языке
- Городские культуры в конце века: антропологические перспективы // Международный журнал социальных наук. 1998. — Т. 6. — № 20.

## Признание
Премия по эссеистике Дома Америк (Каса де лас Америкас, 1982). Премия Ассоциации латиноамериканских исследований за книгу Гибридные культуры (1992). Премия Конекс (1996).